# Laboratori nazionali del Gran Sasso
I Laboratori nazionali del Gran Sasso, in sigla LNGS, sono dei laboratori di ricerca, appartenenti all'Istituto nazionale di fisica nucleare, dedicati allo studio della fisica astroparticellare e nucleare in ambienti sotterranei: istituiti nel 1985 ed operativi dal 1987, sono considerati i centri di ricerca sotterranei più grandi e importanti del mondo. I laboratori sono situati ad Assergi, una frazione dell'Aquila in Abruzzo. 

## Storia
Vennero ideati nel 1979 dall'allora presidente dell'Istituto nazionale di fisica nucleare, il professor Antonino Zichichi, potendo beneficiare degli scavi già in corso per la realizzazione del traforo autostradale sotto il massiccio del Gran Sasso I lavori cominciarono nel 1982 e si conclusero nel 1985, mentre il centro di ricerca diventò effettivamente operativo a partire dal 1987 col primo esperimento dal nome MACRO.

## Descrizione
(Sergio Mattarella)
Il centro si compone di alcune strutture esterne e dei laboratori sotterranei.

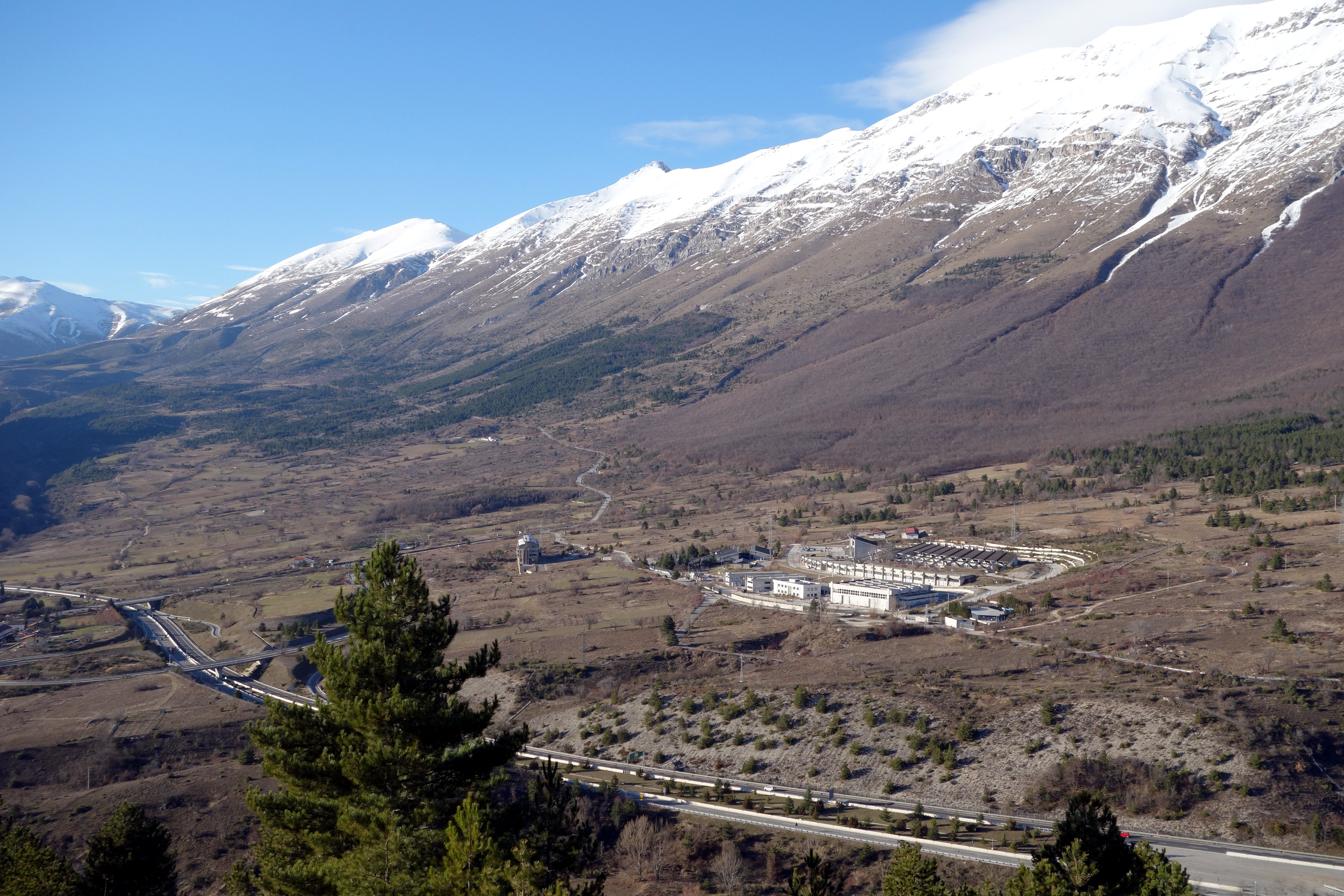
Le strutture esterne dei LNGS ad Assergi.

Le strutture esterne sono situate ad Assergi (L'Aquila), ai piedi della valle del Vasto, in prossimità dell'autostrada A24 Roma-L'Aquila-Teramo, all'ingresso al traforo autostradale del Gran Sasso. Collegati ai laboratori sotterranei tramite una linea di bus navetta dedicata, comprendono gli uffici direzionali, gli uffici dei gruppi di ricerca, alcuni laboratori, una biblioteca, un bar/mensa, un locale infermeria e diverse sale conferenze.

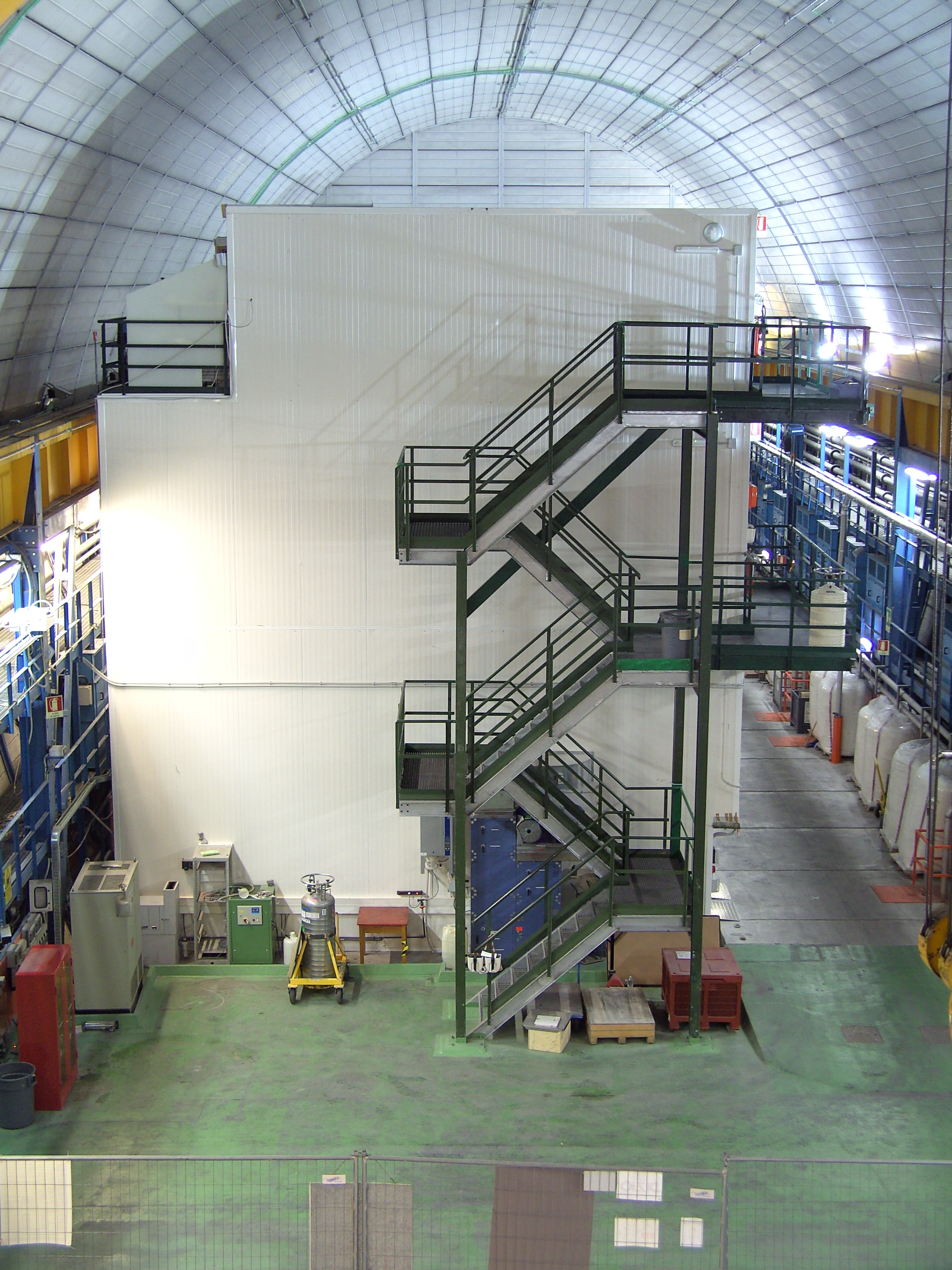
Parte della sala A dei LNGS.

I laboratori sotterranei sono collocati proprio sotto il massiccio del Gran Sasso e coperti da circa 1 400 metri di roccia che li rendono una struttura unica al mondo; questa caratteristica consente infatti di ridurre notevolmente il flusso di raggi cosmici, normalmente presenti in superficie, per arrivare ad una condizione di «silenzio cosmico», ideale per lo studio della fisica delle particelle. Si compongono principalmente di tre grandi sale per gli esperimenti (denominate “sala A”, “sala B” e “sala C”) aventi dimensioni pari a 100 metri in lunghezza, 20 in altezza e 18 in larghezza per un volume complessivo di 180 000 metri cubi; vi sono inoltre altre sale di pertinenza, utilizzate per esperimenti minori, e numerosi vani tecnici e di servizio che consentono il funzionamento della struttura. La temperatura all'interno dei laboratori è di 6-7 °C, costanti tutto l'anno, mentre l'umidità relativa è pari al 100%.

### Accessibilità
Peculiarità dei laboratori del Gran Sasso rispetto agli altri laboratori sotterranei è la facilità d'accesso, dovuta alla posizione adiacente all'autostrada A24. L'ingresso alla struttura avviene direttamente attraverso il traforo del Gran Sasso in direzione L'Aquila; nell'altra direzione è presente un cambio di senso di marcia appena dopo l'uscita del traforo. Le strutture esterne si trovano invece in corrispondenza dell'uscita di Assergi della stessa autostrada A24. Tale design consente l'ingresso nel sito sotterraneo anche di grandi camion con carichi e ingombri rilevanti, facilitando le procedure di montaggio o il fabbisogno di materiali delle attività sperimentali.  

### Attività

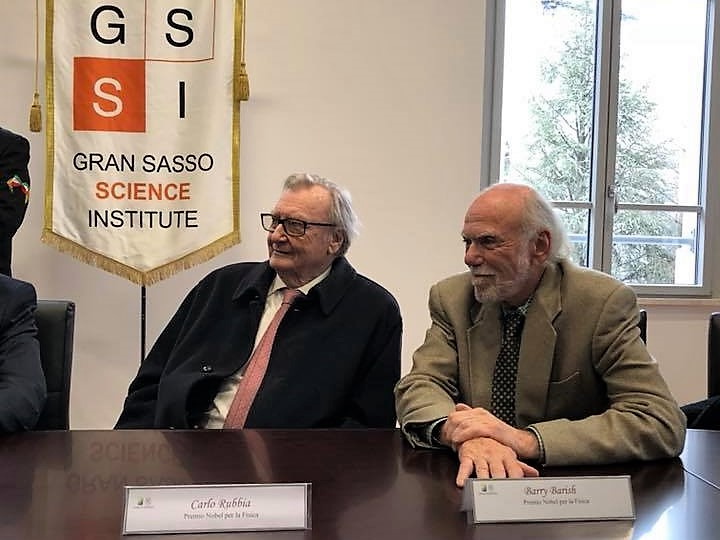
Carlo Rubbia e Barry C. Barish all'Aquila nel 2017.

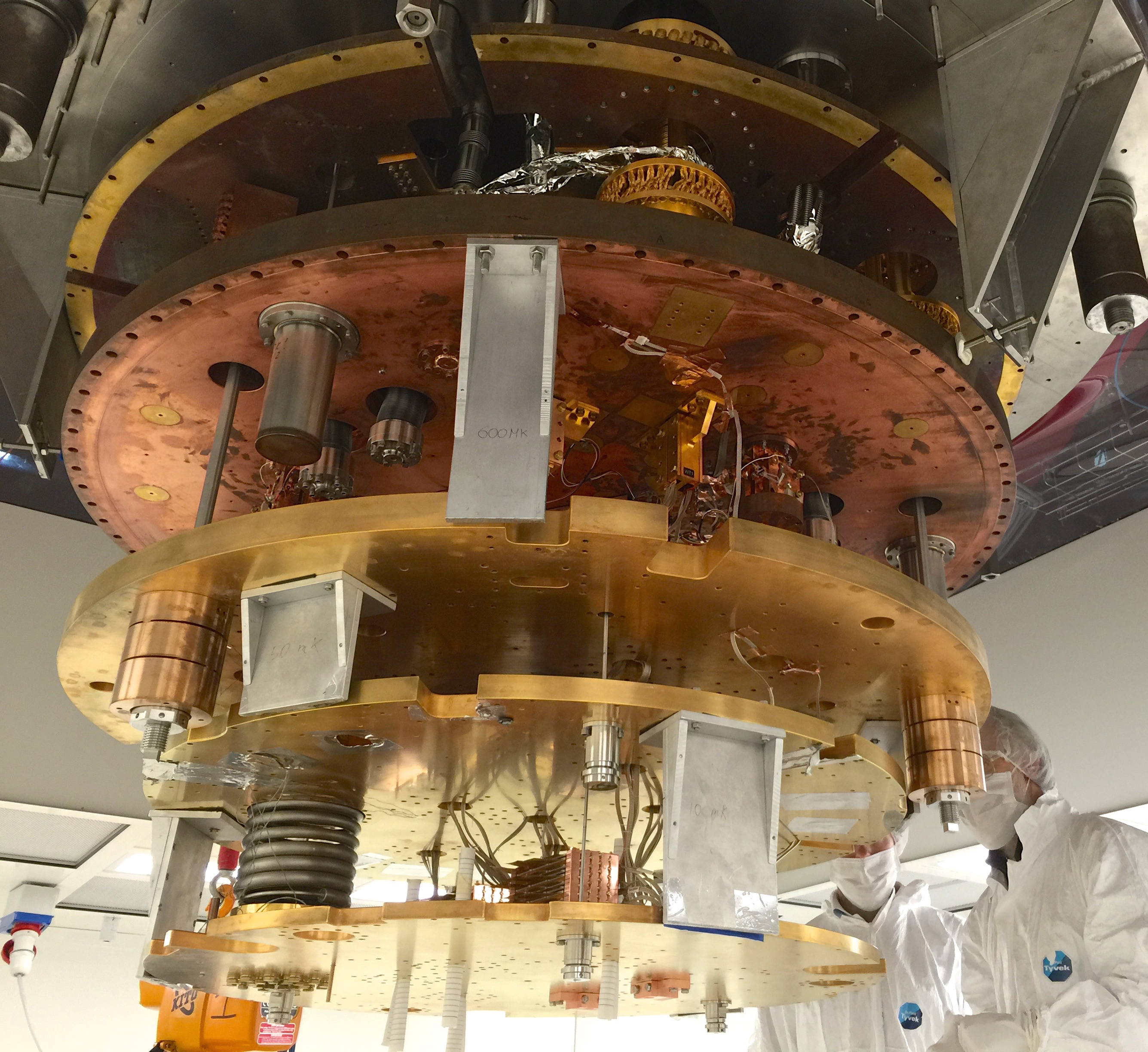
La costruzione del criostato per l'esperimento CUORE.

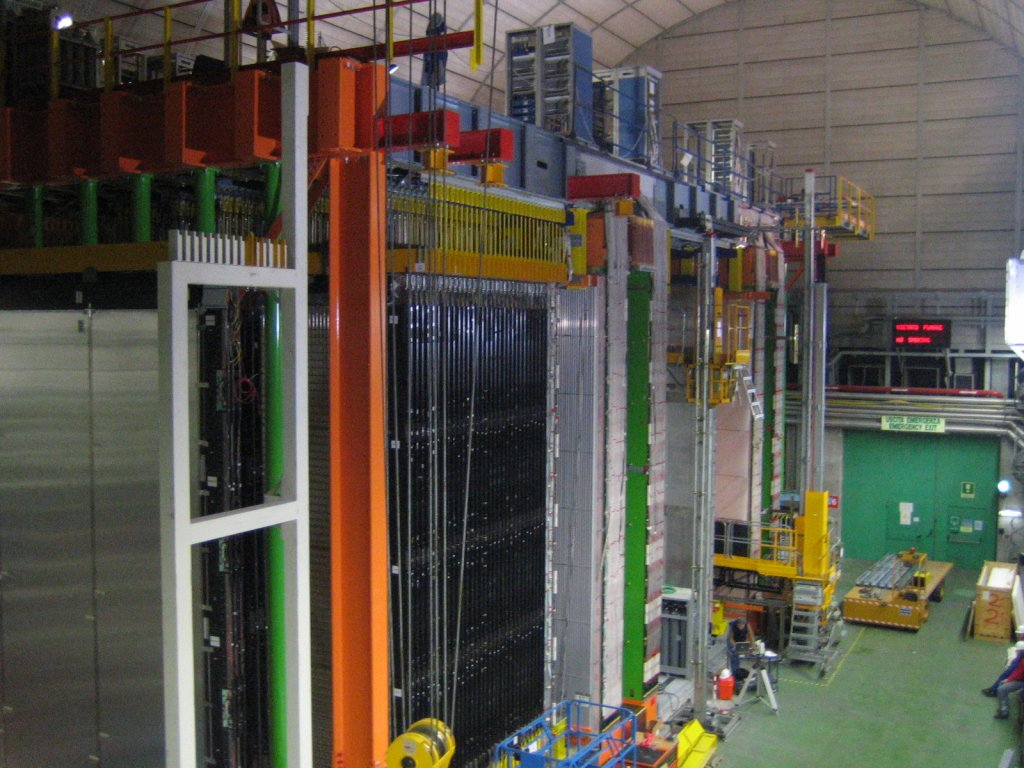
Rivelatore di OPERA

Il centro costituisce una delle principali strutture per la ricerca scientifica in Italia e collabora in sinergia con gli altri centri dell'Istituto nazionale di fisica nucleare, con l'Università degli studi dell'Aquila, il Gran Sasso Science Institute e il Dipartimento di Fisica dell'Università degli Studi di Roma Tor Vergata. Nella sua storia ha ospitato numerosi esperimenti e studiosi da tutto il mondo, compresi i premi Nobel per la fisica Barry C. Barish e Carlo Rubbia; attualmente vi operano circa 1 100 studiosi provenienti da 29 paesi diversi.
Uno dei più longevi esperimenti effettuati nei laboratori è il Gallex/GNO che, sin dagli anni Novanta e fino al 2005, ha studiato i neutrini solari; i suoi dati hanno confermato che il flusso dei neutrini elettronici solari che arrivano sulla Terra dal Sole è inferiore a quanto previsto dai modelli solari. 
Nel 2014, l'esperimento Borexino ha misurato direttamente e per la prima volta i neutrini primari dalla fusione protone-protone; la misura è consistente con le aspettative dei modelli solari una volta che si tenga conto del fenomeno delle trasformazioni (dette in gergo oscillazioni) dei neutrini solari, descritte dalla teoria MSW. Questo risultato, reso possibile unendo competenze di fisica nucleare, astrofisica, fisica teorica e sperimentale, è considerato un passo fondamentale nello studio del Sole.
Tra gli esperimenti condotti nei laboratori del Gran Sasso si citano:
- Borexino
- COBRA
- CUORE
- CUPID
- GALLEX
- GNO
- GERmanium Detector Array
- DAMA/LIBRA
- DAMA/NaI
- MACRO
- OPERA
- XENON
- LUNA

### Visite guidate
Il programma di visite guidate gestite da LNGS risulta purtroppo sospeso da alcuni anni, senza l'indicazione di una data di riavvio, come si legge sulla pagina web ufficiale.

## Direttori
- 1987-1992: Enrico Bellotti;
- 1992-1997: Piero Monacelli;
- 1997-2003: Alessandro Bettini;
- 2003-2009: Eugenio Coccia;
- 2009-2012: Lucia Votano;
- 2012-2020: Stefano Ragazzi;
- 2020-in carica: Ezio Previtali.[8]